# Kate Jackson
Kate Jackson, właśc. Catherine Elise Jackson (ur. 29 października 1948 w Birmingham) – amerykańska aktorka, reżyserka i producentka telewizyjna.
Rozpoznawalność zawdzięcza roli inteligentnej detektyw Sabriny Duncan w serialu kryminalnym ABC Aniołki Charliego (1976–1979), a ogromny sukces sprawił, że pojawiła się na okładce magazynu „Time” z Farrah Fawcett i Jaclyn Smith. Była trzykrotnie nominowana do nagrody Emmy i czterokrotnie do Złotego Globu dla najlepszej aktorki w serialu dramatycznym. Swoją karierę modelki rozpoczęła w wieku 16 lat. W 1972 znalazła się na liście „Obiecujących nowych aktorów” w John Willis’ Screen World, Vol. 34. W 1995 zajęła 18 miejsce w rankingu stu najseksowniejszych kobiet wszech czasów magazynu „FHM”.

## Wczesne lata życia
Urodziła się w Birmingham w stanie Alabama w zamożnej rodzinie jako córka Ruth (z domu Shepherd) i Hogana Jacksona. Jej rodzina była pochodzenia angielskiego, a także miała korzenie szkockie, irlandzkie, walijskie, szwedzkie i niemieckie. Jej ojciec prowadził hurtownię materiałów budowlanych, podczas gdy jej matka była gospodynią domową.
W 1966 ukończyła szkołę dla dziewczyn Brookhill School w Mountain Brook, gdzie wraz z siostrą Jenny występowała w szkolnych przedstawieniach teatralnych, w tym Wariatka z Chaillot autorstwa Jeana Giraudoux, Noc musi zapaść (Night Must Fall), Królewski gambit (Royal Gambit), Stała żona (The Constant Wife) i Mały księżyc Albana (Little Moon of Alban).
W latach 1966–1968 studiowała na wydziale historii na University of Mississippi w Oxford w Missisipi, gdzie była członkiem oddziału Delta Rho bractwa Kappa Kappa Gamma. W połowie drugiego roku (1968) przeniosła się do Birmingham-Southern College, college’u sztuk wyzwolonych, biorąc udział w zajęciach z mowy i historii teatru. Pod koniec roku akademickiego Jackson został adeptką w Stowe Playhouse w Stowe w Vermont. W 1968 przeniosła się do Nowego Jorku, gdzie rozpoczęła studia w prestiżowej Amerykańskiej Akademii Sztuk Dramatycznych (Academy of Dramatic Arts). Aby zarobić na studia, została zatrudniona jako przewodniczka wycieczek po telewizyjnych halach studia NBC w Rockefeller Center i sprzedawczyni nart. Studia ukończyła w 1971.

## Kariera

### Początki kariery
Pracowała jako modelka dla firm kosmetycznych Coty – Max Factor i Revlon. 
Od 20 lipca 1970 do 2 kwietnia 1971 występowała w roli tajemniczego, cichego ducha Daphne Harridge (potem Collins) w operze mydlanej ABC Cienie o zmroku (Dark Shadows). Serial ten nawet doczekał się nie najlepszej wersji kinowej Metro-Goldwyn-Mayer pt. Nocne cienie o zmroku (Night of Dark Shadows, 1971), gdzie Jackson zadebiutowała na dużym ekranie w roli Tracy, żony artysty Quentina Collinsa (David Selby). Gościła jako Janice Morton w dwóch odcinkach sitcomu NBC The Jimmy Stewart Show (1971) z Jamesem Stewartem w roli profesora Jamesa K. Howarda. W odcinku westernowej serii NBC Bonanza pt. Jeden as za dużo (1972) pojawiła się w roli Ellen. W dramacie telewizyjnym NBC Idąc dalej (Movin' On, 1972) z Davidem Soulem i Patrickiem Wayne wystąpiła jako Cory Stockton. W dramacie Marka Robsona Limbo (1972) z Kathleen Nolan wcieliła się w postać Sandy Lawton, żony żołnierza misji podczas wojny wietnamskiej. W telewizyjnym dramacie medycznym Nowi uzdrowiciele (The New Healers, 1972) z Robertem Foxworthem rozgrywającym się w małym szpitalu w Kalifornii zagrała pielęgniarkę Michelle Johnson.

### Aniołki Charliego
Zwróciła na siebie uwagę w roli sympatycznej sanitariuszki Jill Danco, żony oficera Mike’a Danko (Sam Melville) w serialu ABC / Spelling–Goldberg Productions Rekruci (The Rookies, 1972–1976). Po występie w telewizyjnych horrorach Spelling–Goldberg Productions – Szkoła Szatana (Satan’s School for Girls, 1973), Otchłań (Death Cruise, 1974) z Edwardem Albertem, Mordercze pszczoły (Killer Bees, 1974) z Glorią Swanson i Śmierć w domu miłości (Death at Love House, 1976) z Robertem Wagnerem, producenci – Aaron Spelling i Leonard Goldberg – zaproponowali jej udział w kryminale telewizji ABC Aniołki Charliego (1976) w roli jednej z pań detektywów Kelly Garrett. Kate odpowiadała bardziej jednak osobowość innej bohaterki – sprytnej Sabriny, na co twórcy przystali. Telefilm ten okazał się pilotem serii telewizyjnego fenomenu lat 70.
Jako Sabrina „Bri” Duncan, inteligentna i najmądrzejsza, pragmatyczna, spokojna, pełna poczucia humoru i wrażliwa, nieoficjalna liderka tria zdobyła żywiołową sympatię widzów, wraz z Farrah Fawcett (potem zastąpiła ją Cheryl Ladd) i Jaclyn Smith – świetnie analizowała i bez trudu rozwiązywała najtrudniejsze zagadki kryminalne w latach 1976–1979. Za postać tę była nominowana dwukrotnie do nagrody Emmy (1977, 1978) i trzykrotnie do Złotego Globu (1977, 1978, 1979). Jackson była gospodarzem trzynastego odcinka czwartego sezonu Saturday Night Live, który został wyemitowany w lutym 1979.
Była faworytką Roberta Bentona do roli Joanny Kramer, żony Teda (Dustin Hoffman) i pierwotnie zagrać w dramacie Sprawa Kramerów (Kramer vs. Kramer, 1979), jednak na przeszkodzie stanęły jej zobowiązania związane z udziałem w Aniołkach Charliego i musiała odmówić przyjęcia roli, którą ostatecznie zagrała Meryl Streep. Po drugim sezonie w maju 1978 Kate odeszła z serialu, a jej miejsce zajęła Shelley Hack.

### Rozwój kariery
Kate Jackson nie dała się zamknąć w roli Sabriny z Aniołków Charliego. Występowała w filmach telewizyjnych, lepszych i gorszych, zawsze jednak oferujących jej nowe możliwości. W telewizyjnym dramacie kryminalnym ABC Śmiertelny krzyk (Death Scream, 1975) z Raulem Julią i Diahann Carroll, luźno opartym na prawdziwym wydarzeniu, zagrała postać Carol, jednej z piętnastu sąsiadów brutalnie zamordowanej pod swoim domem Kitty Genovese, którzy byli świadkami jej morderstwa i nie zrobili nic, aby pomóc i odmówili współpracy z policją. W przygodowej komedii sensacyjnej Bimbrowy interes (inny tytuł Grzmot i błyskawica/Thunder and Lightning, 1977) u boku Davida Carradine’a gra Nancy Sue Hunnicutt, która odkrywa, że jej ojciec jest częścią nielegalnego biznesu. W 1978 była nominowana do nagrody Emmy dla najlepszej aktorki gościnnej w serialu dramatycznym za rolę Robin w pilocie serialu NBC James at 15 (1977) z udziałem Michaela Biehna. W telewizyjnym melodramacie ABC Więźniowie: Historia pewnej miłości (Inmates: A Love Story, 1981) zagrała skazaną złodziejkę Jane Mount, w której zakochuje się niewinnie skazany na karę więzienia księgowy (Perry King). W budzącym kontrowersje telewizyjnym dramacie CBS Cienki lód (Thin Ice, 1981) z Lillian Gish w roli jej babci wcieliła się w postać popularnej nauczycielki historii, wdowy po śmierci męża w wypadku lotniczym, która romansuje z jednym z uczniów.
W 1981 wystąpiła na scenie Westwood Playhouse w Los Angeles jako Lisa w sztuce Key Exchange z Davidem Dukesem i Peterem Riegertem.
Zdecydowała się na kinową przygodę. Zagrała reporterkę telewizyjną Polly Bishop w komedii Brudne sztuczki (Dirty Tricks, 1981) z Elliottem Gouldem. Imponującą siłę talentu zaprezentowała w kontrowersyjnym i ocenzurowanym dramacie Arthura Hillera Kochać się (Making Love, 1982) u boku Michaela Ontkeana i Harry’ego Hamlina.. Powróciła na mały ekran w komedii romantycznej CBS Słuchaj swojego serca (Listen to Your Heart, 1983) z Timem Mathesonem.
„Jeśli widownia dostrzega wysiłek, który wkłada się w różne role i jeśli ten wysiłek przynosi powodzenie, można nie obawiać się zaszufladkowania. Niebezpieczna, bo zbyt jednostronna popularność Aniołków Charliego wyszła mi w końcu na dobre. Myślę, że zostałam zaakceptowana jako Kate Jackson, nie Sabrina. Ludzie czekają na to, co robię teraz, nie myślą już o tym, co było przedtem” (Kate Jackson).
Potem nadszedł kryzys kariery. Dawną popularność na telewizyjnym ekranie udało się jej odzyskać dzięki kreacji Amandy King, detektywa amatora, rozwódki z dwójką dzieci w serialu CBS Strach na wróble i pani King (Scarecrow and Mrs. King, 1983–1987) z Bruce’em Boxleitnerem jako agentem CIA. Dzięki tej roli zdobyła nominację do Złotego Globu dla najlepszej aktorki w serialu dramatycznym. W sitcomie NBC Baby Boom (1988–1989), będącym telewizyjną wersją filmu z Diane Keaton, została obsadzona jako ambitna nowojorska biznesmenka J.C. Wiatt, która dostała w spadku po zmarłej dalekiej kuzynce małą Elizabeth i za wszelką cenę godzi pracę z wychowywaniem dziecka. Powróciła na kinowy ekran w roli matki tytułowego bohatera – roznosiciela pizzy (Patrick Dempsey) w komedii Kochaś (Loverboy, 1989).
Była płodną i popularną rzeczniczką reklam telewizyjnych. Wzięła udział filmie dokumentalnym wideo o skutkach chorób psychicznych Kłopoty w głowie (Trouble in Mind, 1999). W komedii młodzieżowej Cudowne psiaki (Miracle Dogs, 2003) wystąpiła w roli Terri Logan. Znalazła się w obsadzie melodramatu Bez żalu (No Regrets, 2004) z Janine Turner.

## Życie prywatne
W latach 1970–1972 była związana z Edwardem Albertem. W styczniu 1973 romansowała z producentem filmowym Robertem Evansem. W 1977 spotykała się też z Nickiem Nolte i Warrenem Beatty. W 1978 romansowała z Dustinem Hoffmanem.
Była trzykrotnie mężatką. 23 sierpnia 1978 zawarła związek małżeński z aktorem, reżyserem i producentem filmowym Andrew Stevensem, synem aktorki Stelli Stevens. Razem zagrali w telewizyjnym remake’u ABC Cylinder (Topper, 1979). 4 stycznia 1980 doszło do rozwodu. 1 maja 1982 wzięła ślub z młodszym o sześć lat przemysłowcem Davidem Greenwaldem, lecz w 20 grudnia 1984 rozwiedli się. 29 września 1991 wyszła za mąż za kaskadera Toma Harta, z którym się rozwiodła w 1993.
Andy Warhol w swoim dzienniku z lipca 1981 przy swoim Montauk wspominał o romansie Jackson z historykiem Yulem 'Rockiem' Brynnerem II, synem Yula Brynnera. Tygodniowa prasa doniosła na Brynnera i Jackson będących razem też we wrześniu 1981.
W 1987 i 1989 operowano i amputowano jej jedną pierś. We wrześniu 1995 z pomocą przyjaciółki aktorki Rosie O’Donnell zaadoptowała syna Charlesa Taylora.
W maju 2010 Jackson wniosła sprawę przeciwko swojemu doradcy finansowemu, Richardowi B. Francisowi, twierdząc, że jego działania kosztują Jackson więcej niż 3 miliony dolarów i doprowadził ją do ruiny finansowej. W grudniu 2010, strony przyjęły niejawne porozumienie.

## Filmografia

### Obsada

#### Filmy
- 1971: Przeklęte cienie mroku (Night of Dark Shadows) jako Tracy Collins
- 1972: Kobieta w więzieniu (Limbo) jako Sandy Lawton
- 1977: Bimbrowy interes (Thunder and Lightning) jako Nancy Sue Hunnicutt
- 1981: Brudne sztuczki (Dirty Tricks) jako Polly Bishop
- 1982: Kochać się (Making Love) jako Claire
- 1989: Kochaneczek (Loverboy) jako Diane Bodek, matka Randy’ego
- 1998: Błąd w sztuce (Error in Judgment) jako Shelley
- 2004: Bez żalu (No Regrets) jako Suzanne Kennerly
- 2004: Kradzież (Larceny) jako mama

#### Filmy TV
- 1972: Nowe lekarstwa (The New Healers) jako pielęgniarka Michelle Johnson
- 1972: Movin' On jako Cory
- 1972: Rekruci (The Rookies) jako sanitariuszka Jill Danko
- 1974: Śmiertelny rejs'' (Death Cruise) jako Mary Frances Radney
- 1974: Morderca jest (Killer Bees) jako Victoria Wells
- 1975: Śmiertelny krzyk (Death Scream) jako Carol
- 1976: Śmierć przy domu miłości (Death at Love House) jako Donna Gregory
- 1976: Aniołki Charliego (Charlie’s Angels) jako Sabrina Duncan
- 1977: James at 15 jako Robin
- 1979: Cylinder (Topper) jako Marion Kirby
- 1981: Thin Ice jako Linda Rivers
- 1981: Mieszkańcy: Historia miłości (Inmates: A Love Story) jako Jane Mount
- 1983: Słuchaj swojego serca (Listen to Your Heart) jako Frannie Greene
- 1992: Domowy burzyciel (Homewrecker), jako głos komputera Lucy
- 1992: Czarna śmierć (Quiet Killer) jako doktor Nora Hart
- 1993: Arly Hanks jako Arly Hanks, nowa szefowa policji
- 1993: Pusta kołyska (Empty Cradle) jako Rita Donohue
- 1994: Niezbity dowód (Justice in a Small Town) jako Sandra Clayton
- 1994: Uzbrojony i niewinny (Armed and Innocent) jako Patsy Holland
- 1995: Milczenie cudzołóstwa (The Silence of Adultery) jako dr Rachel Lindsey
- 1996: Lot 115 (Panic in the Skies!) jako Laurie Ann
- 1996: Porwanie w rodzinie (A Kidnapping in the Family) jako DeDe Cooper
- 1996: Morderstwo na szlaku Iditarod (Murder on the Iditarod Trail/The Cold Heart of a Killer) jako Jessie Arnold
- 1996: Nowe przejścia Gail Sheehy (New Passages) jako gospodarz programu
- 1997: Śmiertelny egzamin (What Happened to Bobby Earl?) jako Rose Earl
- 1998: Zabójczy podstęp (Sweet Deception) jako Kit Gallagher
- 2000: Diabelskie gimnazjum (Satan’s School for Girls) jako Olivia Burtis
- 2001: Zeznanie Matki (A Mother’s Testimony) jako Sharon Carlson
- 2003: Pies, który czynił cuda (Miracle Dogs) jako Terry Logan
- 2006: (The Perfect Suspect) jako Maureen Hansen

#### Seriale TV
- 1970–1971: Cienie mroku (Dark Shadows) jako Daphne Harridge
- 1971: The Jimmy Stewart Show jako Janice Morton
- 1972: Bonanza, jako Ellen
- 1972–1976: Rekruci (The Rookies) jako sanitariuszka Jill Danko
- 1976–1979: Aniołki Charliego (Charlie’s Angels) jako Sabrina Duncan
- 1977: The San Pedro Beach Bums jako Sabrina Duncan
- 1979: Saturday Night Live jako gospodarz programu
- 1983–1987: Strach na wróble i Pani King (Scarecrow and Mrs. King) jako pani Amanda King
- 1988–1989: Baby Boom jako J.C. Wiatt
- 1997: Ally McBeal jako Barbara Cooker
- 1997: Fatalny rewolwer (Dead Man’s Gun) jako Katherine Morrison
- 1999: Życie do poprawki (Twice in a Lifetime) jako Julie Smith
- 2000: Balsam dla duszy (Chicken Soup for the Soul) jako profesor Foley
- 2002: Sabrina, nastoletnia czarownica (Sabrina, the Teenage Witch) jako Candy
- 2004: Brygada ratunkowa (Third Watch) jako Jan Martin
- 2006: Rodzinny chłopiec (Family Guy) jako pani King
- 2007: Zabójcze umysły (Criminal Minds) jako ambasador Elizabeth Prentiss

#### Seriale animowane
- 1999: Batman Beyond – głos Bombshell
- 2002: Projekt Zeta (The Zeta Project) – głos Bombshell

### Reżyser
- 1986: Strach na wróble i Pani King (Scarecrow and Mrs. King, serial TV)
- 1997: Fatalny rewolwer (Dead Man’s Gun, serial TV)

### Producent
- 1979: Cylinder (Topper)
- 1983: Strach na wróble i Pani King (Scarecrow and Mrs. King, serial TV)
- 1986: Child’s Cry
- 1996: Murder on the Iditarod Trail (TV)

## Nagrody
| Rok  | Nagroda                                                                                 | Kategoria              | Tytuł produkcji                                        |
| ---- | --------------------------------------------------------------------------------------- | ---------------------- | ------------------------------------------------------ |
| 1974 | Nagrody Złotego Jabłka                                                                  | Odkrycie roku          | –                                                      |
| 1986 | Złota statuetka Bravo Otto, przyznana przez niemiecki dwutygodnik dla młodzieży „Bravo” | Gwiazda telewizji roku | Strach na wróble i pani King (Scarecrow and Mrs. King) |
| 1987 | Złota statuetka Bravo Otto, przyznana przez niemiecki dwutygodnik dla młodzieży „Bravo” | Gwiazda telewizji roku | Strach na wróble i pani King (Scarecrow and Mrs. King) |
| 1988 | Złota statuetka Bravo Otto, przyznana przez niemiecki dwutygodnik dla młodzieży „Bravo” | Gwiazda telewizji roku | Strach na wróble i pani King (Scarecrow and Mrs. King) |
| 1990 | Brązowa statuetka Bravo Otto                                                            | Gwiazda telewizji roku | Strach na wróble i pani King (Scarecrow and Mrs. King) |